# Bilhana
Bilhana (?–?, žil koncem 11. století) byl staroindický básník. Pocházel z Kašmíru ze vzdělanecké rodiny. Hodně cestoval a dostal se na mnoho knížecích a královských dvorů. Byl autorem nejen epické a lyrické poezie, ale vystupoval také jako literární teoretik a historik.

## Dílo
Při pobytu na dvoře krále Vikramáditiji VI. vytvořil epos Vikramánkadévačarita (Život Vikramánkadévův), ve kterém líčí osudy čálukjovské dynastie, ze které král pocházel. Dílo je historicky dosti nespolehlivé, protože líčí pohádkové příběhy jako skuteční události.
Nejznámější z jeho díla je básnická sbírka Čaurísuratapaňčášika (Padesát strof o tajné lásce, česky jako Dnes ještě), ve které se bez vyumělkovanosti tehdejších předpisů dvorské poezie básník vyznal ze své stále živé lásky k milence i po dlouhých letech násilného odloučení (podle nedoložené pověsti mělo jít o královskou dceru a za tento vztah byl Bilhana uvržen do vězení a snad mu hrozil i trest smrti). Básnické obrazy jsou ve sbírce psány v prostém a nevyumělkovaném sanskrtu a jsou zdánlivě řazeny bez hlubší vzájemné souvislosti. Obracejí se totiž především ke vzpomínkám na milenčinu tělesnou krásu (na její tvář, tvary a vůně), přičemž každá strofa začíná slovy Dnes ještě…. V závěrečné strofě pak básník popsal prázdnotu svého života bez milované ženy.

## Ukázka z poezie
Dnes ještě vzpomínám – a marně! Nač to živoření,

když neobjímá mě, když se mnou ustavičně není?

Už jen smrt, už jen smrt mou touhu navždy utiší –

ó meči katúv, mám jen jedno přání: Rychle tni!

Padesátá strofa ze sbírky Dnes ještě je uvedena v překladu Oldřicha Friše a Františka Hrubína.

## Česká vydání
- Dnes ještě, Nakladatelství Československé akademie věd, Praha 1953, přeložil Oldřich Friš a František Hrubín, znovu DharmaGaia, Praha 1996.